# Parafia Matki Bożej Królowej Polski w Warszawie (Anin)
Parafia Matki Bożej Królowej Polski w Warszawie – parafia rzymskokatolicka należąca do dekanatu anińskiego, diecezji warszawsko-praskiej, metropolii warszawskiej Kościoła katolickiego, w Warszawie. Obsługiwana przez księży diecezjalnych.

## Historia
W 1911 r. Antoni Szalla przystąpił do opracowania planu i kosztorysu budowy kaplicy, inny mieszkaniec, Jakub Pawlikowski przeznaczył plac pod budowę, nadleśnictwo wilanowskie dostarczyło drzewa, a mieszkańcy Anina i Nowego Wawra pokryli koszty budowy. 
Wybuch wojny światowej odwlókł nieco budowę kaplicy, przez co dopiero w 1916 r. oddano ją do użytku. W 1929 r. kaplica została powiększona i dobudowano do niej wieżę o wysokości 18 m, na której zawieszono dzwony. Pomimo rozbudowy, świątynia nie wystarczała ciągle rosnącej liczbie wiernych. Powstał więc projekt zbudowania nowego, dużego kościoła, który miał być jednocześnie pomnikiem bohaterów poległych w bitwach wawerskich w czasie powstania listopadowego. Miała to być monumentalna budowla – jedna z trzech, jakie projektowano wznieść w setną rocznicę powstania. Zaczęto gromadzić na ten cel fundusze, lecz wybuch wojny zniweczył te plany. Władze kościelne podjęły jednak w 1942 r. decyzję o powołaniu parafii w Aninie. 1 czerwca 1942 r. uroczystego erygowania parafii Matki Bożej Królowej Polski dokonał ksiądz arcybiskup Stanisław Gall, a pierwszym proboszczem został ksiądz Piotr Pieniążek. 
Ksiądz Piotr Pieniążek był dynamicznym gospodarzem parafii i wkrótce po wojnie przystąpił do dalszej rozbudowy kościoła. W 1948 r. dobudowano prezbiterium i zakrystię, w 1949 r. boczne nawy kościoła. Rozpoczęto budowę domu parafialnego, który miał stać się ośrodkiem życia kulturalnego Anina. Gdy w 1951 r. budynek był już ukończony w stanie surowym, władze komunistyczne zarekwirowały go, przekazując w przymusową dzierżawę Zarządowi Kin. 
W okresie od października 1975 do maja 1978 r. w parafii pełnił posługę wikariusza  bł. ks. Jerzy Popiełuszko.  W 1976 r. rozpoczęła się budowa nowej świątyni według projektu Zygmunta Stępińskiego. Kościół ukończono w ciągu 4 lat i 13 grudnia 1980 r. Arcybiskup Bronisław Wacław Dąbrowski dokonał przeniesienia Najświętszego Sakramentu do nowego budynku. Stary drewniany kościółek, dzięki staraniom księdza proboszcza, został przeniesiony do nowej parafii w Tarchominie-Porajach. 
Nowy kościół aniński ozdobił ołtarz przedstawiający „krzew gorejący”, dzieło artysty rzeźbiarza Władysława Trojana, oraz witraże z pracowni Teresy Reklewskiej. 
W 1989 r. parafii zwrócono budynek po byłym kinie „Wrzos”, które już wcześniej z powodów finansowych zakończyło swą działalność. Po generalnym remoncie budynku odbywają się w nim, zgodnie z myślą budowniczego, ks. Piotra Pieniążka, zebrania społeczne, imprezy kulturalne i ważne uroczystości religijne. 13 czerwca 1992, Prymas Polski ks. kardynał Józef Glemp, w obecności pierwszego ordynariusza diecezji warszawsko-praskiej ks. biskupa Kazimierza Romaniuka i gospodarza parafii, księdza kanonika Wiesława Kalisiaka, dokonał uroczystej konsekracji nowego kościoła pod wezwaniem Matki Bożej Królowej Polski.

## Proboszczowie parafii
| ks. Piotr Pieniążek     | luty 1942 – luty 1955               |
| ks. Tadeusz Zakrzewski  | luty 1955 – marzec 1957             |
| ks. Stefan Ulatowski    | marzec 1957 – listopad 1973         |
| ks. Marian Godlewski    | listopad 1973 – maj 1976            |
| ks. Kazimierz Zastawny  | maj 1976 – październik 1976         |
| ks. Wiesław Kalisiak    | październik 1976 – październik 2006 |
| ks. Stanisław Markowski | grudzień 2006 – listopad 2008       |
| ks. Marek Doszko        | grudzień 2008 – nadal               |

Obecnym proboszczem parafii jest ks. kanonik Marek Doszko.